# Flying Legend Tucano Replica
El Flying Legend Tucano es una avión deportivo ligero, diseñado y producido por la empresa italiana Flying Legend y presentado en la feria AERO Friedrichshafen en 2011. El avión se suministra como un kit para la construcción amateur.

## Diseño y desarrollo
El Tucano R-Experimental o Tucano Réplica es una réplica a escala del entrenador turbohélice Embraer EMB 312 Tucano de los años 80 y cuenta con un ala baja en voladizo, una cabina cerrada de dos asientos en tándem bajo una carlinga burbuja, un tren de aterrizaje triciclo retráctil y un solo motor en configuración de tractor. Se ha desarrollado un modelo de tren de aterrizaje fijo para el mercado estadounidense de aviones deportivos ligeros.
El avión está fabricado con aluminio 2024-T3 y chapa de aluminio 6061-T6 . El ala mide 8,41 m (27,6 pies) y tiene un área de 10 m² (107,6 ft²), está equipado con flaps. Los motores estándar disponibles como opciones para equipar al Tucano Réplica son el Rotax 912ULS de 100 HP (75 kW), el Rotax 914 de 115 HP (86 kW), el Rotax 915 de 141 HP (105 kW) y el Motor-D LF39 125 HP (93 kW).